# Butan-1,4-diol
El butan-1,4-diol (BDO) és un líquid viscós i incolor derivat del butè. És un dels quatre isòmers estables del butandiol. Principalment, s'utilitza per produir altres compostos orgànics, el principal és el tetrahidrofurà (THF). Tanmateix, és usat en la producció de fibres d'elastà o espàndex i elastòmers del grup dels uretans. En quantitats més petites és fet servir per produir gamma-butirolactona, que és utilitzada per les indústries electròniques, farmacèutiques i agroquímiques. La producció mundial de BDO es mesura en milions de tones/any.
El BDO és el precursor del THF. Aquest últim és emprat com a solvent i com a precursor de molts polímers. A més a més, pot reaccionar amb l'àcid tereftàlic per donar polibutilè tereftalat (PBT). Aquest termoplàstic és àmpliament usat com a aïllant en la indústria electrònica.